# ファミリー・コンステレーション
ファミリー・コンステレーション （英語: Family Constellations、ドイツ語: FamilienaufstellungまたはFamilienstellen）は、人間の意識（感情や思考、身体感覚、生理的欲求など）に無意識的に影響を及ぼす隠れた力動を顕在化させる手法、と主張されている。日本国内では「家族の座」「家族布置」あるいは単に「コンステレーション」とも呼ばれる。
ファミリー・コンステレーションを行うと、この力動が、家族や社会における対人関係、心の働き、身体的・精神的な病変、あるいは仕事の成否、さらには社会問題といった、人生におけるさまざまな現象に影響を及ぼしていることが見て取れ、同時に、そこにある未解決の事象が解決に向かうことで、前述の現象にも変化があらわれることが経験できる、と主張されている。

## 原理
ファミリー・コンステレーションは、「家族システム療法」、「現象学」、「ズールー族の家族への態度」の要素がベースとなっている。ファミリー・コンステレーションは1回のセッションの中で、特定の家族の中で複数の世代にまたがり依然として認識されていない動きを明らかにすることと過去の事実に基づいた現実を受け入れることを主体を促進することによって、その力動の有害な影響を解決することを試みていると思われる。
ファミリー・コンステレーションは、従前通りの形式の認識や行動、精神力学的な精神療法とは著しく分かれている。この手法の創設者バート・ヘリンガーは擬似科学なアイディアである形態共鳴<生物>を彼の手法の説明の中に取り入れ、この手法は量子インチキ療法のように記述されてきた。この治療からの実際的な成果は、例えば暗示と共感によるものという従来通りの解釈とも考えられる。
たとえ、現在影響を受ける人々が起源となる過去の出来事を知らないとしても、その現在の問題や困難は家族の前世代で苦しまれる精神的外傷によって影響されているのかもしれないとプラティショナー達は主張している。この概念の理論的な基盤は、心理学のAncestor Syndrome（先祖症候群）と呼ばれている。バート・ヘリンガーは現在と過去の問題における関連において、直接の個人的な経験はシステム的なもつれ程には原因とならないと言及した。また、殺人、自殺、出産の母の死亡、親または兄弟の早死に、戦争、天災、移住または虐待などの未解決の精神的外傷が出来事を通して家族を悩ませた時に起こるとも言っている。精神科医ナジ（Iván Böszörményi-Nagy）は、この現象を「見えない忠誠心」とした。

## 歴史
ファミリー・コンステレーションが現在の形に発展したのは、ドイツの神学者・心理療法家・著述家であるバート・ヘリンガーの功績によるところが大きい。そのため、（特に欧米では）「バート・ヘリンガーのファミリー・コンステレーション」と呼ばれることもある。
バート・ヘリンガーは1980年前後からファミリー・コンステレーションを実践し、現在に至るまで発展させ続けている。ただし、バート・ヘリンガーは現象学的観察を通じてファミリー・コンステレーションの実践手法を洗練させてきたのであって、彼が何らかの意図をもって「開発」したものではない。また近年はその実践スタイルがさらに変容してきており、それに伴って現行のスタイルを「新しいファミリー・コンステレーション（ドイツ語: Das neue Familienstellen）」と呼び、従来のファミリー・コンステレーションとは区別している。

## 応用分野
ファミリー・コンステレーションは従来、心理療法の一手法と見做されてきた。これは、バート・ヘリンガー自身が心理療法家であったことや、同手法が特に心理療法家の間で積極的に利用されてきたこととも関係している。しかし、ファミリー・コンステレーションによって扱われる領域は心理面だけにとどまるものではない。
欧州などでは、代替医療として実践されている。その対象はメンタルヘルスのみならず、肉体の症状をも対象としている。
ブラジルのバイーア州の裁判所においては、和解のための試みとして実践されている。
近年のバート・ヘリンガーは、平和のための試みとしてファミリー・コンステレーションを実践している。
また、「ファミリー・コンステレーションはセラピーではない」としている。

## 日本におけるファミリー・コンステレーション
ファミリー・コンステレーションは1994年頃から、主にセラピーを職業とする人たちによって、「家族の座」という名前で日本に持ち込まれ、その後、ファミリー・コンステレーションという名前で定着。
海外からバート・ヘリンガーをはじめとするコンステレーターを招いてのワークショップやトレーニングも行われている他、それらのコンステレーターのもとで技能を習得した日本人によるワークショップやトレーニングも行われている。
また、セラピーの一手法としてファミリー・コンステレーションを提供しているセラピストも存在する。
バート・ヘリンガー本人による初のファミリー・コンステレーションは、2001年に開催され、コンステレーションズ・ジャパン®（旧ヘリンガー・インスティテュート・ジャパン®)の小林真美（チェトナ小林）が主催・通訳を務めた。同氏の来日は2006年にかけて行われ、一旦途絶えたのち、2015年に再び開催された。
同氏の来日が途絶えていた2006年から2015年の間は、その実践スタイルが「新しいファミリー・コンステレーション」へと大きく発展した時期に当たる。その影響もあってか、2015年現在、日本で行われているコンステレーションの多くは、従来のファミリー・コンステレーションの手法に基づいたものとなっている。

### 日本で行われているトレーニング
2001年に日本で初めてのバート・ヘリンガー氏のワークショップを主宰した小林真美（チェトナ小林／コンステレーションズ・ジャパン）により、ファシリテーター養成講座などが行われている。

### 授業に取り入れている（いた）大学
- 聖学院大学
- 相模女子大学
- ジャン・モネ・ヨーロッパ大学ブリュッセル校
- CUDEC（ドクター・エミリオ・カルデナス アカデミックセンター大学）

## 参考資料／参考文献
- バート・ヘリンガー（Bert Hellinger）, 西澤 起代 (翻訳) 『ファミリー・コンステレーション創始者バート・ヘリンガーの脱サイコセラピー論』 – 2005/11 [要ページ番号]
- バート・へリンガー（著）,チェトナ小林（翻訳）『愛の法則―親しい関係での絆と均衡』– 2007/10/1
- バート ヘリンガー (著), ハンター ボーモント (著), グンタード ヴェーバー (著), 小林 真美 (翻訳)『ファミリー・コンステレーション―隠された愛の調和』– 2015/9/1
- バート・ヘリンガー (著), ソフィー・ヘリンガー (著), 井上 慎介 (翻訳) 『ファミリーコンステレ－ション ―平和への祈り―』 – 2017/12/16
- 小林真美（著）『コンステレーションが教えてくれること』– 2019/5/1